# Guijo de Coria
Guijo de Coria è un comune spagnolo situato nella comunità autonoma dell'Estremadura.

## Localizzazione
Guijo de Coria è situato nella provincia di Cáceres, a  18 chilometri da Coria e a 30 da Plasencia, immerso in una vasta pianura a 445 metri di altitudine a sud della Sierra de Gata e al nord del fiume Alagon, affluente principale del Tago.